# The Velvet Underground (film)
The Velvet Underground je americký dokumentární film režiséra Todda Haynese o skupině The Velvet Underground. Jde o Haynesův první celovečerní dokumentární film. Projekt byl oznámen v roce 2017. Hlavní část rozhovorů byla natočena v roce 2018. Později byly dohledávány různé archivní záběry. Film měl premiéru v červenci 2021 na Filmovém festivalu v Cannes, v říjnu byl uveden na Apple TV+ a v kinech.

## Rozhovory
Film obsahuje nové rozhovory se dvěma přeživšími členy kapely The Velvet Underground, multiinstrumentalistou Johnem Calem a bubenicí Maureen Tuckerovou. Zemřelí členové kapely, tedy kytaristé Sterling Morrison a Lou Reed, se ve filmu objevují v archivních záběrech, stejně jako Doug Yule, který pro film odmítl poskytnout rozhovor. Dále pak dokument obsahuje nové rozhovory s několika dalšími lidmi, kteří se v době existence kapely (druhá polovina 60. let) pohybovali v jejím užším okruhu; patří mezi ně například skladatel La Monte Young a jeho manželka Marian Zazeelaová, hudebníci Jackson Browne, Henry Flynt a Terry Phillips, publicista Danny Fields, herečky Amy Taubinová a Mary Woronovová, filmaři John Waters a Jonas Mekas, Morrisonova manželka Martha, Reedova sestra Merrill Reed-Weiner a jeho přátelé a spolužáci Shelley Corwin, Allan Hyman a Richard Mishkin. Výrazně je ve filmu zastoupen písničkář Jonathan Richman, který údajně navštívil více než 60 koncertů kapely. Dále v něm jsou použity archivní nahrávky hlasů Davida Bowieho, Tonyho Conrada a Billyho Namea. Dokument je věnován památce filmaře Jonase Mekase, který pro něj poskytl rozhovor, ale nedožil se jeho premiéry. Haynes se řídil pravidlem, že k účasti přizve pouze lidi, kteří se skutečně okolo kapely pohybovali, čímž vyřadil fanoušky, kritiky a hudebníky, které skupina ovlivnila.

## Archivní záběry
Dokument obsahuje desítky archivních záběrů, často z filmů Andyho Warhola (Kiss, Empire, Vinyl, The Velvet Underground and Nico: A Symphony of Sound, The Velvet Underground Tarot Cards a jeho screen testy s členy kapely). Dále zahrnuje záběry z dobových filmů Kennetha Angera, Stana Brakhage, Marie Menkenové, Barbary Rubinové, Dannyho Williamse a mnoha dalších.

## Soundtrack
Na soundtracku k filmu se kromě řady písní samotné kapely The Velvet Underground vyskytují například nahrávky od La Monte Younga, Bo Diddleyho a kapely The Diablos.